# فارس مناع
 فارس محمد مناع ( و. 1965) هو تاجر سلاح يمني ورجل أعمال وهو تاجر السلاح الأوسع شهرة في الشرق الأوسط
. ولد فارس مناع في شمال محافظة صعدة، وكان حليفًا سابقًا الرئيس السابق علي عبد الله صالح وعضوًا في حزبه المؤتمر الشعبي العام ولديه ارتباطات بعلي محسن الأحمر. وعمل كرئيس لجنة الوساطة بين الحوثيين المتمردين والحكومة اليمنية أثناء حرب صعدة. وقد عمل أخوه حسن مناع كمحافظ لمحافظة صعدة.

## تهريب السلاح
وضع اسمه في قائمة مجلس الأمن لمهربي السلاح إلى حركة الشباب المجاهدين الإسلامية الصومالية المصنفة كجماعة إرهابية من حكومة الولايات المتحدة  والمتعاونة مع تنظيم القاعدة، مما أدى إلى تجميد أرصدته من وزارة الخزانة الأمريكية. كما اتهم وحسين الأحمر باستلام ملايين الدولارات من الديكتاتور الليبي معمر القذافي لأجل التجسس لصالح ليبيا ودعم الحوثيين. وقد رفض فارس مناع هذه الاتهامات مبررًا أن اسلحة الحوثيين غنموها من حروبهم مع الحكومة اليمنية. تم وضعه في أكتوبر 2009 على رأس القائمة السوداء لمهربي السلاح اليمنيين، وتم وضعه تحت المراقبة.

## اعتقاله
في أواخر يناير 2010 تم اعتقاله من قبل الأمن القومي اليمني مما أدى إلى احتجاجات واسعة بين مشايخ القبائل اليمنية، وأدى إلى استقالة أخيه حسن مناع من عمله كمحافظ لمحافظة صعدة ، وقد قتل سائق ميكروباص كما جرح رجل شرطة وامرأة مدنية في مارس  عندما حاول أنصار فارس مناع تحريره وهو في طريقه إلى المحكمة، مما أدى إلى تأجيل محاكمته 25 يومًا. ثم أطلق سراحه في الرابع من يونيو, بعد أن ساءت علاقته مع الرئيس علي عبد الله صالح.

### تنصيبه محافظ
في 19 مارس 2011م هاجم الحوثيون محافظة صعدة حيث بدءوا معركتهم مع رجال البرلماني الشيخ القبلي عثمان مجلي الموالي للحكومة، حيث اتحدوا مع فارس مناع وبعد سيطرتهم على المحافظة نصب الحوثيون في 26 مارس 2011 فارس مناع محافظًا على صعدة لإدارة الشئون المدنية، واحتفظوا بإدارة الشئون الأمنية والعسكرية، واستمر في منصبة حتى 23 ديسمبر 2014.